# آبي أحمد علي
آبي أحمد علي (بالأمهرية: ዐቢይ አህመድ አሊ)‏ (مواليد 15 اغسطس 1976) هو رئيس الوزراء في جمهورية إثيوبيا عين في 27 مارس 2018، وهو أول رئيس وزراء من عرقية أورومو. نال جائزة نوبل للسلام عام 2019 لجهوده في حل النزاع الحدودي مع دولة إريتريا.

## سيرته
ولد أبي أحمد في أغارو بمدينة جيما بإقليم الأورومو. التحق بالجبهة الديمقراطية لشعب الأورومو، وشارك في الصراع المسلح عام 1990 ضد حكم نظام منغستو هيلا مريام، وبعد سقوط النظام سنة 1991 التحق رسميًا بالجيش الإثيوبي، ثم انضم إلى وحدة المخابرات والاتصالات العسكرية، وتدرج بها حتى وصل رتبة عقيد عام 2007.
غادر المخابرات في 2010، وبدأ بالعمل السياسي كعضو في الجبهة الديمقراطية لشعب أورومو، وانتُخب عضوًا بالبرلمان الإثيوبي في 2010، وأُعيد انتخابه في 2015، وأصبح عضوًا في اللجنة التنفيذية لـ"الجبهة الديمقراطية لشعب أورومو، ثم أصبح وزيرًا للعلوم والتكنولوجيا بالحكومة الفيدرالية من 2016 إلى 2017، وأصبح مسؤولًا عن مكتب التنمية والتخطيط العمراني بإقليم أوروميا ثم نائب رئيس إقليم أوروميا نهاية 2016.
اختار ائتلاف الجبهة الديمقراطية الثورية الشعبية الإثيوبية أبي أحمد رئيسا للائتلاف مما يجعله رئيسا للوزراء بشكل تلقائي خلفا لرئيس الوزراء السابق هايلي مريام ديسالين، الذي أعلن استقالته بعد اندلاع أعمال عنف واحتجاجات مناهضة للحكومة بسبب نزاع بين مواطنين غالبيتهم من عرقية أورومو والحكومة حول ملكية بعض الأراضي، ولكن رقعة المظاهرات اتسعت لتشمل المطالبة بالحقوق السياسية وحقوق الإنسان، وأدت لمقتل المئات واعتقال الآلاف.

### الديانة
أبي أحمد والده مسلم من عرقية أورومو، وأمه مسيحية من عرقية أمهرة، ومتزوج من زوجة مسيحية أمهرية. وهو مسيحي من الطائفة البروتوستانتية الخمسينية. يحرص آبي على حضور صلاة الأحد في الكنيسة مع أسرته، زوجته تنتمي إلى نفس الطائفة وهي متدينة وهي عضو في جوقة الكنيسة.

## توليه السلطة

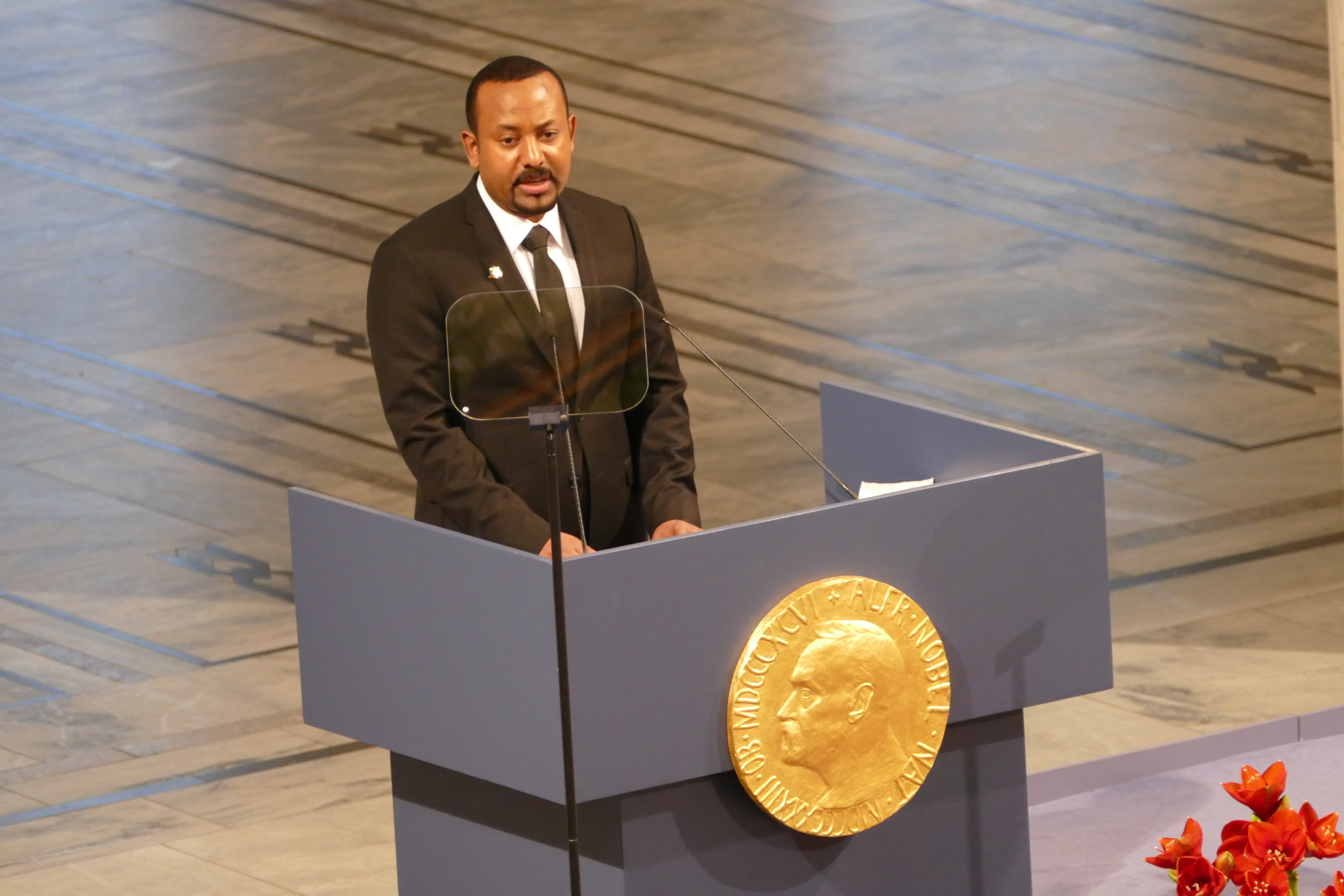
آبي يعقد خطاب قبوله بعد حصوله على جائزة نوبل للسلام لعام 2019

قام آبي بسرعة بإصلاحات سياسية واقتصادية حقيقية ووسع الحريات، بدئا من تغيير رئيس الاركان ومدير جهاز الأمن والمخابرات الوطنية، في تعديلات هي الأولى منذ 18 عاما، ومكن النساء مسندا لهن نصف حقائب الحكومة وعين عائشة محمد موسى كاول سيدة لحقيبة الدفاع في تاريخ البلاد، كما قدم لاحقا السفيرة السابقة سهلى ورق زودي كأول رئيسة للبلاد، كما قام بدمج بعض الوزارات وانشأ أخرى، كما أطلق سراح المعتقلين والسجناء المعارضين، واسقاط وصف ارهابية عن حركات معارضة مسلحة ورحب بعودة قياداتها من المنفى، واعترف بالانتهاكات التي وقعت في الماضي، كما اجرى مصالحات بين القوميات والشعوب في الاقاليم المختلفة في اثيوبيا، ونجح في استعادة الود مع اريتيريا، بعد قطيعة عقدين في «إعلان المصالحة والصداقة» تم بموجبه إنهاء أطول عداء في أفريقيا وفتح السفارات في البلدين وتطوير الموانئ واستئناف رحلات الطيران، كما سعى لتحسين العلاقات مع القاهرة.
وضمن الإصلاحات الداخلية، في 12 نوفمبر 2019، اوقف 63 من كبار المسؤولين في جهاز الأمن والمخابرات بينهم 27 جنرالا بالجيش، للاشتباه في ارتكابهم «انتهاكات» لحقوق الإنسان ووقائع فساد والضلوع في «محاولة اغتيال» رئيس الوزراء الإثيوبي.
شاب محاولاته محاولة اغتيال بقنبلة يدوية لم تنفجر خلال مشاركته في تجمع شعبي مؤيد له، كما قام نحو 250 من افراد القوات الخاصة بالجيش الإثيوبي كانوا في مهمات مختلفة بأديس أبابا في 10 من أكتوبر/ تشرين الأول 2018، باقتحام مكتب آبي أحمد، حاملين الأسلحة، للتعبير عن شكاواهم المتعلقة بالأجور وعرض مطالب أخرى، لكن رئيس الوزراء الإثيوبي وصفها بأنها كانت محاولة خطيرة استهدفت إجهاض التغيير الذي تشهده البلاد.

### السياسية الخارجية

#### جيبوتي واتفاقيات الموانئ
منذ تولي السلطة، اتبع أبي سياسة توسيع نطاق وصول إثيوبيا -وهي دولة غير ساحلية- إلى الموانئ في منطقة القرن الأفريقي. قبل وقت قصير من توليه منصبه أُعلن أن الحكومة الإثيوبية ستستحوذ على حصة 19% في ميناء بربرة في جمهورية صوماليلاند غير المعترف بها كجزء من مشروع مشترك مع موانئ دبي العالمية. في مايو 2018، وقعت إثيوبيا على اتفاقية مع حكومة جيبوتي لأخذ حصة في ميناء جيبوتي، لتمكين إثيوبيا من أن يكون لها رأي في تطوير الميناء وتحديد الرسوم.
وبعد ذلك بيومين تم توقيع اتفاقية مماثلة مع الحكومة السودانية تمنح إثيوبيا حصة ملكية في ميناء بورتسودان. يمنح الاتفاق الإثيوبي الجيبوتي الحكومة الجيبوتية خيار الحصول على حصص في الشركات الإثيوبية المملوكة للدولة في المقابل، مثل الخطوط الجوية الإثيوبية وإثيو تيليكوم. وأعقب ذلك بوقت قصير الإعلان أن أبي والرئيس الكيني أوهورو كينياتا قد توصلا إلى اتفاق لبناء مرفق لوجستي إثيوبي في ميناء لامو.
وبالمثل، فإن التطبيع المحتمل للعلاقات بين إثيوبيا وإريتريا يفتح إمكانية لإثيوبيا لاستئناف استخدام مينائي مصوع وعصب، اللذين كانا قبل النزاع الإثيوبي - الإريتري موانئها الرئيسية، والتي ستكون ذات فائدة خاصة لإقليم تكرينيا الشمالي. كل هذه التطورات ستقلل من الاعتماد الإثيوبي على ميناء جيبوتي الذي تحكم منذ عام 1998 في كامل حركة الملاحة البحرية في إثيوبيا تقريبًا.

#### إريتريا
عند توليه المنصب، أعلن أبي عن استعداده للتفاوض على إنهاء الصراع الإثيوبي الإريتري. في يونيو 2018، أُعلن أن الحكومة وافقت على تسليم بلدة بادمي الحدودية المتنازع عليها إلى إريتريا، وبالتالي الامتثال لشروط اتفاق الجزائر لعام 2000 لوضع حد لحالة التوتر بين إريتريا وإثيوبيا التي استمرت على الرغم من انتهاء الأعمال العدائية خلال الحرب بين إثيوبيا وإريتريا. كانت إثيوبيا قد رفضت حتى ذلك الحين قرار لجنة الحدود الدولية بمنح بادمي لإريتريا، مما أدى إلى صراع مجمد (وصف شعبيًا بسياسة «لا حرب، ولا سلام») بين الدولتين.
خلال الاحتفال الوطني في 20 يونيو 2018، قبل رئيس إريتريا، أسياس أفورقي، مبادرة السلام التي قدمها أبي واقترح أن يرسل وفداً إلى أديس أبابا. في 26 يونيو 2018، زار وزير الخارجية الإريتري عثمان صالح محمد أديس أبابا في أول وفد إريتري رفيع المستوى إلى إثيوبيا منذ أكثر من عقدين.
في أسمرة، في 8 يوليو 2018، أصبح أبي أول زعيم إثيوبي يلتقي مع نظيره الإريتري منذ أكثر من عقدين، في القمة الإثيوبية الإريترية 2018 . في اليوم التالي، وقع الاثنان على «إعلان مشترك للسلام والصداقة» يعلنان فيه إنهاء التوترات والموافقة على إعادة العلاقات الدبلوماسية؛ إعادة فتح وصلات الاتصالات المباشرة والطرق والطيران؛ وتسهيل الاستخدام الإثيوبي لمينائي مصوع وعصب. حصل أبي على جائزة نوبل للسلام في عام 2019 لجهوده في إنهاء الحرب.
من الناحية العملية، تم وصف الاتفاقية بأنها «غير مطبقة إلى حد بعيد». ويقول المنتقدون إنه لم يتغير الكثير بين البلدين. من بين الشتات الإريتري، أعرب الكثيرون عن رفضهم لتركيز جائزة نوبل للسلام على الاتفاقية مع إريتريا في حين أنه لم يتغير شيء يذكر في الواقع. في يوليو 2020، قالت وزارة الإعلام الإريترية: «بعد عامين من توقيع اتفاق السلام، تستمر القوات الإثيوبية في التواجد في أراضينا ذات السيادة، ولم تستأنف العلاقات التجارية والاقتصادية للبلدين بالقدر أو النطاق المطلوب».

#### مصر
بعد أن أثار مقتل الناشط والمغني والرمز السياسي هاشالو هونديسا العنف في أديس أبابا والمدن الإثيوبية الأخرى، ألمح أبي -دون وجود مشتبه بهم واضحين أو دوافع واضحة للقتل- إلى أن هونديسا ربما يكون قد قتل على أيدي عملاء مصريين بناء على أوامر من القاهرة لإثارة المشاكل. رد دبلوماسي مصري بالقول إن مصر «لا علاقة لها بالتوترات الحالية في إثيوبيا». كتب إيان بريمر في مقال بمجلة تايم أن رئيس الوزراء أبي «على الأرجح يبحث فقط عن كبش فداء يمكن أن يوحد الإثيوبيين ضد عدو مشترك».

## الشخصية السياسية
وُصف آبي من قبل الصحفي والأكاديمي أبي تكليماريام والناشط المؤثر من عرقية أورومو جوهر محمد بأنه «شعبوي ليبرالي». كتبت الصحفية ميشيلا رونغ، وهي مراقِبة مخضرمة للسياسة الإثيوبية، أنه يشبه ترامب وفلاديمير بوتين، من الشعبويين الذين «يستخدمون النداءات الجينغوية للقومية لاقتلاع أو إيقاف النقاش السياسي المحلي والعمليات المؤسسية». ووصف المفكر الإثيوبي أليماييهو ويلديماريام أبي بأنه «شعبوي انتهازي يسعى من أجل السلطة على منصة الدمقرطة». من ناحية أخرى، يجادل توم غاردنر في مقال في فورين بوليسي بأنه ليس شعبويًا، بل أقرب إلى أن يكون ديمقراطيًا ليبراليًا. ومع ذلك، ذكر أن آبي «استخدم أحيانا لغة يمكن قراءتها على أنها تسميلية ومتمحورة حول المؤامرات»، وربما يكون قد «استغل نقاط ضعف النظام، مثل وسائل الإعلام الطَيِّعة والقضاء المُسَيَّس، لأغراضه الخاصة.»

## وصلات خارجية
- آبي أحمد علي على موقع مونزينجر (الألمانية)
- من هو «أبي أحمد» أول رئيس وزراء مسلم في إثيوبيا؟
- (قناة الجزيرة): آبي أحمد.. أول «أورومي» يرأس الائتلاف الحاكم بإثيوبيا

## انظر ايضاً
- عائشة محمد موسى